# Elecciones al Congreso de los Diputados de abril de 2019 (Córdoba)
Las elecciones al Congreso de los Diputados de 2019 se celebraron en la provincia de Córdoba el domingo 28 de abril, como parte de las elecciones generales convocadas por Real Decreto dispuesto el 4 de marzo de 2019 y publicado en el Boletín Oficial del Estado el día siguiente. Se eligieron los 6 diputados del Congreso correspondientes a la circunscripción electoral de Córdoba, mediante un sistema proporcional (método d'Hondt) con listas cerradas y un umbral electoral del 10%.

## Resultados
Los comicios depararon 2 escaños al Partido Socialista Obrero Español y 1 a Ciudadanos, Podemos-IU-Equo, al Partido Popular y a Vox.
| Candidatura                                            | Candidatura                                            | Votos   | %                                       | Escaños                                 |
| ------------------------------------------------------ | ------------------------------------------------------ | ------- | --------------------------------------- | --------------------------------------- |
|                                                        | Partido Socialista Obrero Español (PSOE)               | 162 568 | 34,42                                   | 2                                       |
|                                                        | Partido Popular (PP)                                   | 89 045  | 18,85                                   | 1                                       |
|                                                        | Ciudadanos-Partido de la Ciudadanía (Cs)               | 79 753  | 16,88                                   | 1                                       |
|                                                        | Unidas Podemos (Podemos-IU-Equo)                       | 69 737  | 14,76                                   | 1                                       |
|                                                        | Vox (Vox)                                              | 56 770  | 12,02                                   | 1                                       |
|                                                        |                                                        |         |                                         |                                         |
| Partido Animalista Contra el Maltrato Animal (PACMA)   | Partido Animalista Contra el Maltrato Animal (PACMA)   | 4931    | 1,04                                    | 0                                       |
| Partido Comunista Obrero Español (PCOE)                | Partido Comunista Obrero Español (PCOE)                | 1229    | 0,26                                    | 0                                       |
| Recortes Cero-Grupo Verde (R0-GV)                      | Recortes Cero-Grupo Verde (R0-GV)                      | 897     | 0,19                                    | 0                                       |
| Partido Comunista del Pueblo Andaluz (PCPA)            | Partido Comunista del Pueblo Andaluz (PCPA)            | 811     | 0,17                                    | 0                                       |
| Escaños en Blanco (EB)                                 | Escaños en Blanco (EB)                                 | 777     | 0,16                                    | 0                                       |
| Por un Mundo más Justo (PUM+J)                         | Por un Mundo más Justo (PUM+J)                         | 547     | 0,12                                    | 0                                       |
| Partido Comunista de los Trabajadores de España (PCTE) | Partido Comunista de los Trabajadores de España (PCTE) | 506     | 0,11                                    | 0                                       |
| Votos válidos                                          | Votos válidos                                          | 467 572 | 100,00                                  | 7                                       |
| Votos nulos                                            | Votos nulos                                            | 7047    | Participación: · \| \| 76,01 % \| 4,97% | Participación: · \| \| 76,01 % \| 4,97% |
| Votantes                                               | Votantes                                               | 479 381 | Participación: · \| \| 76,01 % \| 4,97% | Participación: · \| \| 76,01 % \| 4,97% |
| Electores                                              | Electores                                              | 630 692 | Participación: · \| \| 76,01 % \| 4,97% | Participación: · \| \| 76,01 % \| 4,97% |
|                                                        | 76,01 %                                                |         |                                         |                                         |

## Diputados electos
Relación de diputados electos:
| N.º | Nombre                      | Lista | Lista |
| --- | --------------------------- | ----- | ----- |
| 1   | Luis Planas Puchades        |       | PSOE  |
| 2   | Andrés Lorite Lorite        |       | PP    |
| 3   | Rafaela Crespín Rubio       |       | PSOE  |
| 4   | Marcial Gómez Balsera       |       | Cs    |
| 5   | María Martina Velarde Gómez |       | UP    |
| 6   | José Ramírez del Río        |       | Vox   |